# Virginia Slims of Akron 1976
Il Virginia Slims of Akron 1976 è stato un torneo di tennis giocato sul sintetico indoor. È stata la 4ª edizione del torneo, che fa parte del WTA Tour 1976. Si è giocato a Akron negli USA dal 3 al 9 febbraio 1976.

## Campionesse

### Singolare
Evonne Goolagong Cawley ha battuto in finale  Virginia Wade con il punteggio di 6–2, 3–6, 6–2

### Doppio
Brigette Cuypers /  Mona Guerrant hanno battuto in finale  Glynis Coles /  Florența Mihai con il punteggio di 6–4, 7–6